# Dred Scott
Dred Scott (Contea di Southampton, 1799 – Saint Louis, 17 settembre 1858) è stato un attivista statunitense.

## Biografia
Scott è stato un uomo afroamericano schiavizzato negli Stati Uniti famoso per aver richiesto, senza successo, la sua libertà e quella di sua moglie e delle loro due figlie nel caso Dred Scott contro Sandford del 1857, popolarmente conosciuto come il "caso Dred Scott". Scott rivendicava la libertà per sé stesso e sua moglie in quanto avevano vissuto nell'Illinois e nel Territorio del Wisconsin per quattro anni, dove la schiavitù era illegale. La Corte Suprema degli Stati Uniti si espresse a maggioranza contro Scott, sostenendo che né lui né nessun'altra persona di origine africana potevano rivendicare la cittadinanza negli Stati Uniti, e quindi Scott non poteva appellarsi alle norme federali sulla cittadinanza.
Inoltre, la residenza temporanea di Scott fuori dal Missouri non aveva portato alla sua emancipazione sotto il Compromesso del Missouri, che la corte ha giudicato incostituzionale in quanto "priverebbe impropriamente il proprietario di Scott della sua proprietà legale". Mentre il giudice supremo Roger B. Taney sperava di risolvere le questioni legate alla schiavitù e all'autorità del Congresso con questa decisione, suscitò indignazione pubblica, approfondì le tensioni settoriali tra gli stati del nord e del sud e accelerò l'eventuale esplosione delle loro divergenze nella guerra civile americana. La proclamazione di emancipazione del presidente Abraham Lincoln nel 1863 e gli emendamenti per la ricostruzione post-guerra civile - il tredicesimo, il quattordicesimo e il quindicesimo emendamento - annullarono la decisione.